# AMT Hardballer
AMT Hardballer é uma linha de pistolas semiautomáticas produzida pela Arcadia Machine & Tool de 1977 a 2002. Hardballer é um clone da pistola M1911 só que com algumas alterações como maior segurança na aderência, acabamento em aço inoxidável escovado, possui gatilho amplo no estilo de alvo e também tem miras traseiras ajustáveis.
O nome "Hardballer" deriva do nome de uma gíria conhecida como "Hardball", que é usada para balas de full metal jacket bullet.

## Na cultura popular
A variante Longslide foi a pistola usada pelo personagem Terminator interpretado por Arnold Schwarzenegger no filme de 1984, The Terminator. A pistola usada por ele vem com uma mira a laser.
Na série de jogos eletrônicos Hitman, as AMT Hardballers duplas e uma com silenciador (chamadas de "Silverballers" na franquia) são as armas de assinatura do Agente 47.